# José Ascanio
José Eleazar Ascanio, né le 2 mai 1985 à Maracay (Aragua) au Venezuela, est un ancien lanceur de relève droitier des Ligues majeures de baseball.

## Carrière

### Braves d'Atlanta
José Ascanio signe son premier contrat professionnel avec les Braves d'Atlanta en 2001. Il fait ses débuts dans les majeures avec cette équipe le 13 juillet 2007. Le releveur droitier dispute 13 parties à sa saison initiale, remportant une victoire contre une défaite. Il est crédité d'une première décision gagnante en carrière le 14 septembre 2007 dans la victoire des Braves sur les Nationals de Washington.

### Cubs de Chicago
Le 4 décembre 2007, Ascanio est transféré aux Cubs de Chicago en retour du joueur d'joueur d'utilité Omar Infante et du lanceur Will Ohman. Ascanio évolue pour les Cubs en 2008 et entreprend la saison 2009 avec Chicago avant d'être échangé aux Pirates de Pittsburgh le 30 juillet 2009 dans une transaction qui envoie aussi Kevin Hart et Josh Harrison à Pittsburgh en retour de John Grabow et Tom Gorzelanny.

### Pirates de Pittsburgh
Ascanio ne joue que deux parties pour les Pirates avant de subir, en octobre 2009, une opération à l'épaule droite. Conséquemment, il n'apparaît que dans quelques parties de ligue mineure en 2010.
Il ne revient au jeu avec Pittsburgh qu'en mai 2011 et ne fait que huit sorties pour les Pirates.

### Dodgers de Los Angeles
Ascanio rejoint en décembre 2011 les Dodgers de Los Angeles et est invité à leur entraînement de printemps de 2012.

## Statistiques
| Saison | Équipe       | G  | GS | CG | SHO | V | D | SV | IP   | SO | ERA  |
| ------ | ------------ | -- | -- | -- | --- | - | - | -- | ---- | -- | ---- |
| 2007   | Atlanta      | 13 | 0  | 0  | 0   | 1 | 1 | 0  | 16.0 | 13 | 5,06 |
| 2008   | Chicago Cubs | 6  | 0  | 0  | 0   | 0 | 0 | 0  | 5.2  | 3  | 7,94 |
| 2009   | Chicago Cubs | 14 | 0  | 0  | 0   | 0 | 1 | 0  | 15.1 | 18 | 3,52 |
| 2009   | Pittsburgh   | 2  | 0  | 0  | 0   | 0 | 1 | 0  | 2.2  | 2  | 6,75 |
| Totaux | Totaux       | 35 | 0  | 0  | 0   | 1 | 3 | 0  | 39.2 | 36 | 4,99 |

Note : G = Matches joués ; GS = Matches comme lanceur partant ; CG = Matches complets ; SHO = Blanchissages ; 
V = Victoires ; D = Défaites ; SV = Sauvetages ; IP = Manches lancées ; SO = Retraits sur des prises ; ERA = Moyenne de points mérités.